# Delio Rossi
Delio Rossi (Rimini, 26 gennaio 1960) è un allenatore di calcio ed ex calciatore italiano, di ruolo difensore o centrocampista, tecnico del Foggia.
Come allenatore ha vinto una Coppa Italia con la Lazio ed ha ottenuto 3 promozioni in Serie A con Lecce, Bologna e Salernitana. Con quest’ultima ha anche ottenuto una promozione dalla C1 alla B.

## Biografia
È padre di tre figli avuti con la moglie Maria Rosaria, ex pallavolista conosciuta tra il 1981 e il 1982: il primogenito Dario (responsabile scouting del Bologna), la secondogenita Greta e un'altra figlia più piccola di nome Giulia.
Durante l'inizio della stagione 2011-2012, quando era ancora senza squadra, è stato ingaggiato da Sportitalia come opinionista fisso della trasmissione Che domenicA, programma di approfondimento calcistico sulla Serie A.
È dichiaratamente tifoso del Foggia.

## Caratteristiche tecniche

### Allenatore
Allenatore bravo a lavorare con i giovani, tatticamente utilizza di solito una difesa a 4, adattando il suo modulo in base ai giocatori a disposizione. Ha dichiarato di essere stato influenzato calcisticamente da Zdenek Zeman, che ha avuto come allenatore nel Foggia, mutuando dal boemo anche il modulo 4-3-3.

## Carriera

### Giocatore

Rossi al Foggia nella stagione 1985-1986

Esordisce come giocatore nel Forlimpopoli, dove trascorre due stagioni dal 1978 al 1980. Passa poi al Cattolica e quindi approda nel 1981 al Foggia, nel quale gioca fino al 1987 (151 presenze in campionato, 31 delle quali in Serie B, e 4 reti complessive, delle quali 3 in campionato).
Conclude la sua carriera da atleta dopo un biennio alla Vis Pesaro (1987-1989) e un anno alla Fidelis Andria.

### Allenatore

#### Inizi
Incoraggiato dal direttore sportivo Giuseppe Pavone a intraprendere la carriera da allenatore, consegue quasi subito il patentino, iniziando nel 1990 - a trent'anni - nel Campionato Promozione allenando il Torremaggiore, per poi passare alla guida della formazione Primavera del Foggia. Nel 1993 va ad allenare la Salernitana in Serie C1: al termine della stagione regolare conclude il campionato di Serie C1 girone B al secondo posto con la Reggina e alle spalle del Perugia, conquistando l'accesso ai play-off. Le vittorie contro la Lodigiani per 4-0 e la Juve Stabia per 3-0 permettono a Rossi di ottenere la promozione in Serie B al primo anno da allenatore professionista.

Rossi (al centro) portato in trionfo dai suoi calciatori al termine della finale play-off del campionato di Serie C1 1993-1994 che valse la promozione della Salernitana in Serie B

All'esordio in Serie B con i campani riesce quasi nell'impresa del doppio salto dalla Serie C1 alla Serie A in due anni. Il sogno granata si spezza allo Stadio Atleti Azzurri d'Italia di Bergamo, all'ultima giornata di campionato contro l'Atalanta che, vincendo 2-1, conquista la promozione proprio ai danni della Salernitana. Nel luglio 1995 torna al Foggia, stavolta per guidare la prima squadra in coppia con Beniamino Cancian, e nel 1996 passa al Pescara, dove la squadra rimane imbattuta per le prime 12 giornate ma, in seguito a un calo di forma nel girone di ritorno, manca la promozione in A chiudendo al sesto posto.
Nel 1997 ritorna a Salerno e con una cavalcata - il cui apice è toccato nel dicembre 1997 con la vittoria a Venezia e il sorpasso in classifica proprio ai danni del Venezia - conquista la promozione in Serie A. La Salernitana riesce a stabilire il record di punti (fino a quell'epoca) in serie cadetta. A Rossi è così dato il soprannome di Profeta.
L'anno seguente (1998-1999) è esonerato due volte dal presidente Aniello Aliberti; la prima volta, all'indomani della sconfitta di Vicenza, lo vede tornare in sella a furor di popolo, dopo episodi incresciosi in una torrida conferenza stampa di presentazione del nuovo allenatore Francesco Oddo; la seconda all'indomani della sconfitta di Perugia. Riceve inoltre la cittadinanza onoraria salernitana.
Seguono ancora in Serie B le esperienze al Genoa e poi al Pescara, dove è esonerato e poi richiamato per portare la squadra biancazzurra fino alla fine del campionato, che termina con la retrocessione degli adriatici in Serie C1 dopo un ventennio.
Nel gennaio 2002 subentra ad Alberto Cavasin sulla panchina del Lecce; la stagione si conclude con la retrocessione in Serie B. Nel 2002-2003 conquista la promozione in Serie A con i giallorossi salentini e l'anno successivo guida il Lecce al 10º posto finale e alla salvezza in Serie A, grazie anche a due vittorie di fila contro la Juventus al Delle Alpi (prima volta per i salentini) e l'Inter al Via del mare.
Alla 15ª giornata del campionato 2004-2005 gli viene affidata la guida tecnica dell'Atalanta, ultima in classifica, che non riesce a salvare dalla retrocessione, nonostante abbia ottenuto 28 punti in 24 partite.

#### Lazio

##### La prima stagione: qualificazione in Coppa UEFA sul campo e vicenda "Calciopoli"
Nell'estate 2005 approda alla Lazio di Claudio Lotito. Nella stagione 2005-2006 ottiene sul campo un sesto posto, con la conseguente qualificazione alla Coppa UEFA ma, in seguito allo scoppio di Calciopoli e alla penalità di trenta punti da scontare nella stagione appena conclusa, la Lazio perde i requisiti per la partecipazione alla Coppa UEFA 2006-2007.

##### La seconda stagione: terzo posto e qualificazione ai preliminari di Champions League
La stagione 2006-2007 dei biancocelesti è anch'essa condizionata dal verdetto di Calciopoli. La penalità inizialmente è di 11 punti, poi ridotti in appello a 3. Sul terreno di gioco la sua squadra, obbligata a recuperare nel più breve tempo possibile lo svantaggio, nella prima fase del campionato pare incapace di vincere costantemente, ma i risultati auspicati non tardano ad arrivare. Tra il febbraio e l'aprile 2007 si registrano otto vittorie consecutive (ottenute contro Torino, Cagliari, Catania, Sampdoria, Reggina, Empoli, Udinese e Messina). La squadra termina il campionato in terza posizione, garantendo così all'allenatore la prima qualificazione ai preliminari della massima competizione europea. Il 10 dicembre 2006 ottiene la vittoria nel derby romano con un 3-0 sui giallorossi, con conseguente tuffo notturno nella Fontana del Gianicolo per festeggiare.

##### La terza stagione: 12º posto e squalifica di tre giornate

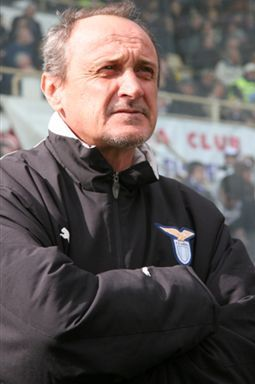
Rossi alla Lazio nel 2008

La stagione 2007-2008 inizia con la qualificazione in Champions League, grazie al pareggio all'Olimpico per 1-1 e alla vittoria ottenuta nella gara di ritorno a Bucarest per 3-1, ai danni della Dinamo Bucarest.
Fuori dal campo, il 9 ottobre 2007 è deferito dalla Procura Federale alla Commissione Disciplinare Nazionale della FIGC per aver violato l'art. 1 del Codice di Giustizia Sportiva tentando di indurre il presidente Lotito a influenzare le prestazioni del Lecce al termine della stagione 2004-2005. Il tecnico si dichiara estraneo ai fatti, definendo la questione "pura spazzatura", proclamando in seguito il silenzio stampa. Ciò non gli evita, nel maggio del 2008, la condanna, da parte della Commissione Disciplinare della FIGC, a una squalifica di tre giornate.
Al termine del campionato 2007-2008 la Lazio si classifica al 12º posto: il presidente Lotito decide comunque di confermarlo per la stagione successiva.

##### La quarta stagione: la vittoria della Coppa Italia
Nella stagione 2008-2009 Rossi porta la squadra alla vittoria della Coppa Italia 2008-2009 contro la Sampdoria nella finale unica a Roma, dopo aver eliminato squadre come Milan e Juventus: è il primo trofeo per l'allenatore riminese, che riceve gli allori dal Presidente della Repubblica Giorgio Napolitano.
Durante il campionato stabilisce un nuovo record nella storia dei derby di Roma: è infatti la prima volta in Serie A che la Lazio segna quattro reti (4-2) alla Roma (era successo solo in Coppa Italia nel 4-1 del 1998).
Il 3 giugno 2009 annuncia che dalla successiva stagione non sarà più l'allenatore della Lazio. L'ufficialità di tale addio si concretizza in una conferenza stampa svoltasi presso il Centro sportivo di Formello l'8 giugno 2009.

#### Palermo

##### Stagione 2009-2010: quinto posto dopo l'ultima giornata
Il 23 novembre 2009 è scelto per sostituire Walter Zenga sulla panchina del Palermo; porta con sé il suo staff, composto dall'allenatore in seconda Fedele Limone e dal preparatore atletico Valter Vio, mentre Mario Paradisi è confermato nel ruolo di preparatore dei portieri. Il presidente Maurizio Zamparini lo reputa fin dall'inizio il miglior allenatore che abbia mai avuto.
Esordisce sulla panchina rosanero il 26 novembre nel Quarto turno di Coppa Italia contro la Reggina (4-1). Dopo la sconfitta alla sua prima in campionato con i rosanero (1-0 in trasferta a Verona contro il Chievo), il Palermo ottiene due vittorie in casa contro il Cagliari alla 15ª giornata (2-1) e a San Siro contro il Milan nella giornata successiva (2-0). Con il suo arrivo la squadra ottiene risultati convincenti, facendo registrare un buon possesso palla e buona organizzazione in fase offensiva e difensiva. La squadra resta per diverse giornate al 4º posto, ma nel finale del campionato è scavalcata dalla Sampdoria. La stagione, comunque positiva, si conclude con un 5º posto a 65 punti che vale la qualificazione all'Europa League. Con Rossi la squadra ha conseguito in media 1,92 punti a partita (48 punti in 25 partite), un passo che, proiettato su tutto il campionato, avrebbe valso il 3º posto.
Alla fine della stagione 2009-2010, in un'intervista esclusiva al Corriere dello Sport - Stadio, dichiara di allenare già una grande squadra; viene quindi confermato per la stagione 2010-2011.

##### Stagione 2010-2011: la terza finale di Coppa Italia del Palermo
A partire dalla stagione 2010-2011 è il responsabile dell'intero settore tecnico del Palermo, con l'obiettivo primario di permettere un rapido ingresso dei giovani in prima squadra.
Il 28 febbraio 2011, dopo la sconfitta interna per 7-0 contro l'Udinese, è esonerato dalla guida tecnica del Palermo, e sostituito con Serse Cosmi; il rapporto con Zamparini era già logoro da tempo. In termini statistici Rossi è stato l'allenatore più vincente nella storia del Palermo, con il record di 65 punti, quello delle 18 vittorie e delle 9 sconfitte e quello delle 59 reti realizzate, con un quinto posto a due punti dalla qualificazione in Champions League. Lascia la squadra all'ottavo posto in campionato e con la semifinale di Coppa Italia da disputare, dopo aver subito l'eliminazione dall'Europa League nella fase a gironi. È riuscito inoltre a creare un ottimo rapporto con la tifoseria.
Il 3 aprile 2011 viene richiamato al Palermo in sostituzione di Cosmi, esonerato a poche ore dalla sconfitta in trasferta nel derby contro il Catania (4-0); l'esser richiamato è una "prima volta" per l'allenatore romagnolo in Serie A. Il secondo debutto sulla panchina del Palermo coincide con il pareggio casalingo per 2-2 contro il Cesena.
Il 1º giugno 2011 Delio Rossi lascia il Palermo con la risoluzione consensuale del contratto, interrompendo il rapporto di lavoro con la società di Zamparini dopo che quest'ultimo gli aveva proposto un ulteriore anno di contratto (visto che Rossi era in scadenza); le divergenze fra le parti riguardavano l'aspetto tecnico-tattico, quello economico e anche quello caratteriale. Lascia così la squadra rosanero dopo aver chiuso la stagione all'ottavo posto in campionato e dopo aver raggiunto la finale di Coppa Italia, cosa che al Palermo non accadeva da 32 anni, poi persa contro l'Inter (3-1); è stato fra gli allenatori a effettuare meno sostituzioni.

#### Fiorentina
Il 7 novembre 2011 diventa il nuovo allenatore della Fiorentina dopo l'esonero di Siniša Mihajlović. Debutta sulla panchina viola il 19 novembre successivo, nella partita casalinga finita 0-0 contro il Milan e valida per la dodicesima giornata di campionato. Il 24 novembre ottiene la prima vittoria alla guida della Fiorentina, vincendo per 2-1 sull'Empoli nel quarto turno di Coppa Italia.
Il 2 maggio 2012, nella partita casalinga finita per 2-2 contro il Novara e valida per la 36ª giornata, sostituisce Adem Ljajić con Rubén Olivera al minuto 32; il giocatore applaude sarcasticamente l'allenatore insultandolo: ne scaturisce un alterco verbale che degenera in un'aggressione fisica da parte dell'allenatore al giocatore serbo. A seguito di quest'episodio l'allenatore è immediatamente esonerato dalla dirigenza viola e il giorno successivo è squalificato per tre mesi dal giudice sportivo. Nel suo periodo alla Fiorentina ha ottenuto 30 punti, frutto di 7 vittorie, 9 pareggi e 10 sconfitte.
L'8 gennaio 2014 intenta causa alla Fiorentina, impugnando il provvedimento di licenziamento e chiedendo un risarcimento danni di 200.000 euro; la società viola a sua volta presenta una domanda riconvenzionale con cui chiede al giudice un risarcimento danni per una cifra superiore alla pretesa avanzata dall'allenatore. Il 1º dicembre 2014 il giudice sportivo deposita la sentenza con cui viene data ragione alla Fiorentina per quanto riguarda il licenziamento; è escluso però qualsiasi risarcimento.

#### Sampdoria
Il 17 dicembre 2012, dopo la 17ª giornata di campionato, è assunto come tecnico della Sampdoria in seguito all'esonero di Ciro Ferrara, diventando così il settimo allenatore ad aver guidato entrambe le formazioni genovesi e, fra questi, il secondo dopo Luigi Cagni ad aver guidato prima i rossoblù e poi i blucerchiati. Il debutto arriva nella partita casalinga persa per 1-0 contro la Lazio, sua ex squadra, seguita da una vittoria, dopo la sosta natalizia, ottenuta a Torino contro la Juventus capolista per 2-1.
Il 10 febbraio 2013, durante Sampdoria-Roma (3-1), mostra il dito medio nei confronti del giallorosso Nicolás Burdisso. Il tecnico si è poi scusato il giorno dopo tramite un comunicato apparso sul sito del club blucerchiato, che lo ha multato; la somma è stata devoluta in beneficenza all'ospedale Gaslini di Genova. Il tecnico viene poi squalificato dal Giudice Sportivo per due giornate. L'8 maggio 2013, alla 36ª giornata, la Sampdoria ottiene la salvezza matematica a dopo la gara interna con il Catania, terminata 1-1.
Il 18 maggio 2013, nell'anticipo dell'ultima giornata, la Sampdoria batte 3-2 la Juventus già campione d'Italia, interrompendo l'assenza di vittorie; Delio Rossi è stato inoltre l'unico allenatore del campionato italiano (l'altro è l'allenatore del Bayern Monaco Jupp Heynckes, in Champions League) ad aver battuto due volte i bianconeri nella stagione 2012-2013. Ottiene 25 punti in 21 partite, con 6 vittorie, 7 pareggi e 8 sconfitte.
L'11 novembre 2013, in seguito alla terza sconfitta consecutiva, l'ultima per 2-1 a opera della Fiorentina, è sollevato dall'incarico insieme al suo staff, dopo aver totalizzato dall'inizio del campionato 9 punti in dodici partite, con 2 vittorie, 3 pareggi e 7 sconfitte, lasciando la squadra in zona retrocessione.

#### Bologna
Il 4 maggio 2015 è nominato allenatore del Bologna, in Serie B, in sostituzione dell'esonerato Diego López; firma un contratto con rinnovo automatico in caso di promozione in Serie A. Il 9 giugno 2015 conquista la promozione in massima categoria pareggiando 1-1 nella finale play-off contro il Pescara, in virtù del miglior piazzamento in classifica. Il 28 ottobre 2015, a seguito della sconfitta casalinga contro l'Inter, è esonerato, dopo aver raccolto soltanto 6 punti nelle prime 10 giornate.

#### Levski Sofia
Il 4 agosto 2017 è nominato allenatore del Levski Sofia, formazione bulgara di massima serie. Nella stagione d'esordio ottiene il terzo posto in campionato e giunge in finale di Coppa di Bulgaria, dove il Levski è battuto ai tiri di rigore dallo Slavia Sofia.
Nella stagione successiva l'eliminazione nei turni preliminari di Europa League porta, il 18 luglio 2018, al suo esonero.

#### Ritorno al Palermo
Il 24 aprile 2019 è nominato nuovo tecnico del Palermo, in Serie B, tornando così ad allenare la squadra rosanero dopo 8 anni.
Con una vittoria e tre pareggi arriva terzo a tre punti dal Lecce, promosso in A, ma la squadra siciliana non può disputare i play-off a causa di una pesante penalizzazione. Il 5 giugno il direttore generale dei rosanero Lucchesi conferma che il rapporto con Rossi si è interrotto.

#### Ascoli
Il 29 novembre 2020 viene ingaggiato come nuovo tecnico dell'Ascoli, in Serie B, al posto dell'esonerato Valerio Bertotto. Il 4 dicembre, al debutto, perde in casa con il Pescara (0-2); seguono altre quattro sconfitte e un pareggio che fanno sprofondare la squadra marchigiana in piena zona retrocessione con soli sei punti conquistati in 14 partite, tant'è che il 22 dicembre viene sollevato dall'incarico dopo nemmeno un mese di operato.

#### Ritorno al Foggia
Il 30 marzo 2023 viene nominato nuovo tecnico del Foggia, quinto in Serie C, con cui sottoscrive un contratto fino al 30 giugno 2024, tornando così sulla panchina dei satanelli dopo 27 anni. Esordisce alla guida dei rossoneri il 2 aprile seguente, vincendo sul campo del Messina per 1-0.
Dopo aver terminato la stagione regolare al quarto posto, ai play-off arriva in finale dopo aver battuto il Potenza nel secondo turno, l'Audace Cerignola nel primo turno dei play-off nazionali (rimontando di tre gol la sconfitta dell'andata), il Crotone nel secondo turno e il Pescara in semifinale ai calci di rigore ma si deve arrendere contro il Lecco, battuti nella doppia finale sia all'andata che al ritorno (1-2 a Foggia e 3-1 a Lecco). Il 20 giugno seguente annuncia, in conferenza stampa, di lasciare la panchina per scelta personale.
Altra chiamata dal Foggia
Dopo 2 anni di inattività, Delio Rossi, nella stagione 2025/26 viene rinominato allenatore del Foggia. Insieme alla squadra rossonera affronterà il campionato di Serie C. 

## Statistiche

### Statistiche da allenatore
Statistiche aggiornate al 14 luglio 2025. In grassetto le competizioni vinte.
| Stagione            | Squadra             | Campionato          | Campionato | Campionato | Campionato | Campionato | Coppe Nazionali | Coppe Nazionali | Coppe Nazionali | Coppe Nazionali | Coppe Nazionali | Coppe continentali | Coppe continentali | Coppe continentali | Coppe continentali | Coppe continentali | Altre coppe | Altre coppe | Altre coppe | Altre coppe | Altre coppe | Totale | Totale | Totale | Totale | % vittorie | Piazzamento              |
| Stagione            | Squadra             | Comp.               | G          | V          | N          | P          | Comp.           | G               | V               | N               | P               | Comp.              | G                  | V                  | N                  | P                  | Comp.       | G           | V           | N           | P           | G      | V      | N      | P      |            | Piazzamento              |
| ------------------- | ------------------- | ------------------- | ---------- | ---------- | ---------- | ---------- | --------------- | --------------- | --------------- | --------------- | --------------- | ------------------ | ------------------ | ------------------ | ------------------ | ------------------ | ----------- | ----------- | ----------- | ----------- | ----------- | ------ | ------ | ------ | ------ | ---------- | ------------------------ |
| 1990-1991           | Torremaggiore       | Prom.               | 30         | 12         | 10         | 8          | -               | -               | -               | -               | -               | -                  | -                  | -                  | -                  | -                  | -           | -           | -           | -           | -           | 30     | 12     | 10     | 8      | 40,00      | 4º                       |
| 1993-1994           | Salernitana         | C1                  | 34+3       | 16+2       | 16+1       | 2+0        | CI+CI-C         | 1+8             | 0+5             | 0+3             | 1+0             | -                  | -                  | -                  | -                  | -                  | -           | -           | -           | -           | -           | 46     | 23     | 20     | 3      | 50,00      | 3º (prom.)               |
| 1994-1995           | Salernitana         | B                   | 38         | 16         | 13         | 9          | CI              | 1               | 0               | 0               | 1               | -                  | -                  | -                  | -                  | -                  | -           | -           | -           | -           | -           | 39     | 16     | 13     | 10     | 41,03      | 5º                       |
| 1995-mar. 1996      | Foggia              | B                   | 25         | 6          | 8          | 11         | CI              | 1               | 0               | 0               | 1               | -                  | -                  | -                  | -                  | -                  | CAI         | 5           | 2           | 2           | 1           | 31     | 8      | 10     | 13     | 25,81      | Eson.                    |
| 1996-1997           | Pescara             | B                   | 38         | 14         | 12         | 12         | CI              | 3               | 2               | 0               | 1               | -                  | -                  | -                  | -                  | -                  | -           | -           | -           | -           | -           | 41     | 16     | 12     | 13     | 39,02      | 6º                       |
| 1997-1998           | Salernitana         | B                   | 38         | 19         | 15         | 4          | CI              | 2               | 0               | 1               | 1               | -                  | -                  | -                  | -                  | -                  | -           | -           | -           | -           | -           | 40     | 19     | 16     | 5      | 47,50      | 1º (prom.)               |
| 1998-mar. 1999      | Salernitana         | A                   | 26         | 6          | 5          | 15         | CI              | 2               | 0               | 1               | 1               | -                  | -                  | -                  | -                  | -                  | -           | -           | -           | -           | -           | 28     | 6      | 6      | 16     | 21,43      | Eson.                    |
| Totale Salernitana  | Totale Salernitana  | Totale Salernitana  | 136+3      | 57+2       | 49+1       | 30+0       |                 | 6+8             | 0+5             | 2+3             | 3+0             |                    | -                  | -                  | -                  | -                  |             | -           | -           | -           | -           | 153    | 64     | 55     | 33     | 41,83      |                          |
| 1999-feb. 2000      | Genoa               | B                   | 22         | 6          | 6          | 10         | CI              | 8               | 4               | 1               | 3               | -                  | -                  | -                  | -                  | -                  | -           | -           | -           | -           | -           | 30     | 10     | 7      | 13     | 33,33      | Eson.                    |
| 2000-2001           | Pescara             | B                   | 24         | 2          | 7          | 15         | CI              | 3               | 1               | 2               | 0               | -                  | -                  | -                  | -                  | -                  | -           | -           | -           | -           | -           | 27     | 3      | 9      | 15     | 11,11      | Eson., Sub., 20º (retr.) |
| Totale Pescara      | Totale Pescara      | Totale Pescara      | 62         | 16         | 19         | 27         |                 | 5               | 2               | 2               | 1               |                    | -                  | -                  | -                  | -                  |             | -           | -           | -           | -           | 67     | 18     | 21     | 28     | 26,87      |                          |
| gen.-giu. 2002      | Lecce               | A                   | 14         | 2          | 3          | 9          | CI              | 0               | 0               | 0               | 0               | -                  | -                  | -                  | -                  | -                  | -           | -           | -           | -           | -           | 14     | 2      | 3      | 9      | 14,29      | Sub., 16º (retr.)        |
| 2002-2003           | Lecce               | B                   | 38         | 15         | 18         | 5          | CI              | 3               | 0               | 2               | 1               | -                  | -                  | -                  | -                  | -                  | -           | -           | -           | -           | -           | 41     | 15     | 20     | 6      | 36,59      | 3º (prom.)               |
| 2003-2004           | Lecce               | A                   | 34         | 11         | 8          | 15         | CI              | 3               | 1               | 0               | 2               | -                  | -                  | -                  | -                  | -                  | -           | -           | -           | -           | -           | 37     | 12     | 8      | 17     | 32,43      | 10º                      |
| Totale Lecce        | Totale Lecce        | Totale Lecce        | 86         | 28         | 29         | 29         |                 | 6               | 1               | 2               | 3               |                    | -                  | -                  | -                  | -                  |             | -           | -           | -           | -           | 92     | 29     | 31     | 32     | 31,52      |                          |
| dic. 2004-2005      | Atalanta            | A                   | 24         | 8          | 4          | 12         | CI              | 3               | 0               | 1               | 2               | -                  | -                  | -                  | -                  | -                  | -           | -           | -           | -           | -           | 27     | 8      | 5      | 14     | 29,63      | Sub., 20º (retr.)        |
| 2005-2006           | Lazio               | A                   | 38         | 16         | 14         | 8          | CI              | 4               | 1               | 2               | 1               | Int                | 4                  | 1                  | 2                  | 1                  | -           | -           | -           | -           | -           | 46     | 18     | 18     | 10     | 39,13      | 16º                      |
| 2006-2007           | Lazio               | A                   | 38         | 18         | 11         | 9          | CI              | 3               | 1               | 1               | 1               | -                  | -                  | -                  | -                  | -                  | -           | -           | -           | -           | -           | 41     | 19     | 12     | 10     | 46,34      | 3º                       |
| 2007-2008           | Lazio               | A                   | 38         | 11         | 13         | 14         | CI              | 6               | 3               | 2               | 1               | UCL                | 8                  | 2                  | 3                  | 3                  | -           | -           | -           | -           | -           | 52     | 16     | 18     | 18     | 30,77      | 12º                      |
| 2008-2009           | Lazio               | A                   | 38         | 15         | 5          | 18         | CI              | 7               | 6               | 1               | 0               | -                  | -                  | -                  | -                  | -                  | -           | -           | -           | -           | -           | 45     | 21     | 6      | 18     | 46,67      | 10º                      |
| Totale Lazio        | Totale Lazio        | Totale Lazio        | 152        | 60         | 43         | 49         |                 | 20              | 13              | 4               | 3               |                    | 12                 | 3                  | 5                  | 4                  |             | -           | -           | -           | -           | 184    | 76     | 52     | 56     | 41,30      |                          |
| nov. 2009-2010      | Palermo             | A                   | 25         | 14         | 6          | 5          | CI              | 2               | 1               | 0               | 1               | -                  | -                  | -                  | -                  | -                  | -           | -           | -           | -           | -           | 27     | 15     | 6      | 6      | 55,56      | Sub., 5º                 |
| 2010-2011           | Palermo             | A                   | 34         | 16         | 5          | 13         | CI              | 5               | 3               | 1               | 1               | UEL                | 8                  | 3                  | 1                  | 4                  | -           | -           | -           | -           | -           | 47     | 22     | 7      | 18     | 46,81      | Eson., Sub., 8º          |
| nov. 2011-mag. 2012 | Fiorentina          | A                   | 26         | 7          | 9          | 10         | CI              | 2               | 1               | 0               | 1               | -                  | -                  | -                  | -                  | -                  | -           | -           | -           | -           | -           | 28     | 8      | 9      | 11     | 28,57      | Sub., Eson.              |
| dic. 2012-2013      | Sampdoria           | A                   | 21         | 6          | 7          | 8          | CI              | 0               | 0               | 0               | 0               | -                  | -                  | -                  | -                  | -                  | -           | -           | -           | -           | -           | 21     | 6      | 7      | 8      | 28,57      | Sub., 14º                |
| giu.-nov. 2013      | Sampdoria           | A                   | 12         | 2          | 3          | 7          | CI              | 1               | 1               | 0               | 0               | -                  | -                  | -                  | -                  | -                  | -           | -           | -           | -           | -           | 13     | 3      | 3      | 7      | 23,08      | Eson.                    |
| Totale Sampdoria    | Totale Sampdoria    | Totale Sampdoria    | 33         | 8          | 10         | 15         |                 | 1               | 1               | 0               | 0               |                    | -                  | -                  | -                  | -                  |             | -           | -           | -           | -           | 34     | 9      | 10     | 15     | 26,47      |                          |
| mag.-giu. 2015      | Bologna             | B                   | 3+4        | 1+1        | 2+2        | 0+1        | CI              | 0               | 0               | 0               | 0               | -                  | -                  | -                  | -                  | -                  | -           | -           | -           | -           | -           | 7      | 2      | 4      | 1      | 28,57      | Sub., 4º (prom.)         |
| giu.-ott. 2015      | Bologna             | A                   | 10         | 2          | 0          | 8          | CI              | 1               | 0               | 0               | 1               | -                  | -                  | -                  | -                  | -                  | -           | -           | -           | -           | -           | 11     | 2      | 0      | 9      | 18,18      | Eson.                    |
| Totale Bologna      | Totale Bologna      | Totale Bologna      | 13+4       | 3+1        | 2+2        | 8+1        |                 | 1               | 0               | 0               | 1               |                    | -                  | -                  | -                  | -                  |             | -           | -           | -           | -           | 18     | 4      | 4      | 10     | 22,22      |                          |
| ago. 2017-2018      | Levski Sofia        | A-PFG               | 33+1       | 17+1       | 9          | 7          | CB              | 6               | 4               | 2               | 0               | UEL                | -                  | -                  | -                  | -                  | -           | -           | -           | -           | -           | 40     | 22     | 11     | 7      | 55,00      | Sub., 3º                 |
| giu.-lug. 2018      | Levski Sofia        | A-PFG               | 0          | 0          | 0          | 0          | CB              | 0               | 0               | 0               | 0               | UEL                | 2                  | 1                  | 0                  | 1                  | -           | -           | -           | -           | -           | 2      | 1      | 0      | 1      | 50,00      | Eson.                    |
| Totale Levski Sofia | Totale Levski Sofia | Totale Levski Sofia | 34         | 18         | 9          | 7          |                 | 6               | 4               | 2               | 0               |                    | 2                  | 1                  | 0                  | 1                  |             | -           | -           | -           | -           | 42     | 23     | 11     | 8      | 54,76      |                          |
| apr.-giu. 2019      | Palermo             | B                   | 4          | 1          | 3          | 0          | CI              | -               | -               | -               | -               | -                  | -                  | -                  | -                  | -                  | -           | -           | -           | -           | -           | 4      | 1      | 3      | 0      | 25,00      | Sub., 11º                |
| Totale Palermo      | Totale Palermo      | Totale Palermo      | 63         | 31         | 14         | 18         |                 | 7               | 4               | 1               | 2               |                    | 8                  | 3                  | 1                  | 4                  |             | -           | -           | -           | -           | 78     | 38     | 16     | 24     | 48,72      |                          |
| nov.-dic. 2020      | Ascoli              | B                   | 6          | 0          | 1          | 5          | CI              | -               | -               | -               | -               | -                  | -                  | -                  | -                  | -                  | -           | -           | -           | -           | -           | 6      | 0      | 1      | 5      | &0,00      | Sub., Eson.              |
| mar.-giu. 2023      | Foggia              | C                   | 4+9        | 3+2        | 0+4        | 1+3        | CI-C            | -               | -               | -               | -               | -                  | -                  | -                  | -                  | -                  | -           | -           | -           | -           | -           | 13     | 5      | 4      | 4      | 38,46      | Sub., 4º                 |
| 2025-2026           | Foggia              | C                   | 0          | 0          | 0          | 0          | CI-C            | 1               | 1               | 0               | 0               | -                  | -                  | -                  | -                  | -                  | -           | -           | -           | -           | -           | 1      | 1      | 0      | 0      | 100,00&    |                          |
| Totale Foggia       | Totale Foggia       | Totale Foggia       | 38         | 11         | 12         | 15         |                 | 2               | 1               | 0               | 1               |                    | -                  | -                  | -                  | -                  |             | 5           | 2           | 2           | 1           | 45     | 14     | 14     | 17     | 31,11      |                          |
| Totale carriera     | Totale carriera     | Totale carriera     | 732        | 268        | 220        | 244        |                 | 76              | 35              | 20              | 21              |                    | 22                 | 7                  | 6                  | 9                  |             | 5           | 2           | 2           | 1           | 835    | 311    | 249    | 275    | 37,25      |                          |

## Palmarès

### Allenatore

#### Club
- Campionato italiano di Serie B: 1

Salernitana: 1997-1998
- Coppa Italia: 1

Lazio: 2008-2009

#### Individuale
- L'allenatore dei sogni: 1

2007
- Trofeo Maestrelli: 1

2007
- Timone d'Oro: 1

2010